# 暖
《暖》是2003年的中国电影，根据莫言的短篇小说《白狗秋千架》改编，由霍建起导演，在江西婺源拍摄。该片获第十六届东京国际电影节最佳影片金麒麟奖、最佳男演员奖（香川照之）。由不会讲中文的香川照之扮演哑巴，是导演的神来之笔。霍建起的作品一直受到日本观众的欢迎，香川照之的加盟也有打开日本市场的考虑。
它也获得第23届中国金鸡奖最佳故事片奖和最佳编剧奖。

## 故事情节
这是一个关于承诺和等待的故事，影片从农村大学生林井河的角度，讲述了昔日初恋情人“暖”的遭遇。省里的剧团下乡演出，当地漂亮出众又能歌善舞的“暖”爱上了团里的小武生，临走时小武生答应有机会就接“暖”出去，可是小武生再也没有回来。井河想方设法排解“暖”的苦闷，并逐渐替代了小武生在“暖”心里的位置。一次秋千上的意外，使“暖”瘸了一条腿，井何在上大学前向“暖”保证毕了业一定要回来接暖，但井河也食言了。
为了帮助中学老师曹老师解决纠纷，在北京工作的林井河请假回到10年没有回过的农村老家，故乡的变化不大。他在桥上偶遇“暖”，“暖”和哑巴结婚7年，已经成了一个粗俗的村妇。井河却只给暖带来了一句话：我把你忘了。电影从这里开始倒叙，过去的时光与眼前“暖”的平静，哑巴的生硬，“暖”6岁女儿的好奇交织在一起。使井河心里有一种说不出的感伤。影片最感人的一幕是哑巴把“暖”推给了井河，暖的女儿说出“爸说让叔带我和我妈走”时，让大家都很尴尬，影片呈现出一种悲喜交融的中国人的真善美的人伦情境。最后井河对暖的女儿做出了承诺：等她长大了，他一定接她到城里读书。

## 演员
- 郭晓冬　饰演：林井河
- 李　佳　饰演：暖
- 香川照之饰演：哑巴
- 关晓彤　饰演：暖女儿
- 葛志兴　饰演：曹老师
- 黄齐峰　饰演：小武生
- 华祖润　饰演：暖父

## 其他主创
- 监制：维娜、宁正杰、杨津京
- 美术：崔韧
- 录音：晁君
- 制片主任：卢渝
- 制片人：李珍

## 获奖与提名
| 获奖与提名             | 获奖与提名     | 获奖与提名     | 获奖与提名 |
| 评奖名称               | 奖项           | 获得者         | 结果       |
| ---------------------- | -------------- | -------------- | ---------- |
| 第16届东京国际电影节   | 金麒麟奖       | 霍建起         | 获奖       |
| 第16届东京国际电影节   | 最佳男演员     | 香川照之       | 获奖       |
| 第23届中国电影金鸡奖   | 最佳故事片     | ——             | 提名       |
| 第23届中国电影金鸡奖   | 最佳导演       | 霍建起         | 提名       |
| 第23届中国电影金鸡奖   | 最佳编剧       | 秋实（苏小卫） | 获奖       |
| 第23届中国电影金鸡奖   | 最佳女主角     | 李佳           | 提名       |
| 第23届中国电影金鸡奖   | 最佳摄影       | 孙明           | 提名       |
| 第23届中国电影金鸡奖   | 最佳美术       | 崔韧           | 提名       |
| 第10届中国电影华表奖   | 市场开拓奖     | ——             | 获奖       |
| 第10届中国电影华表奖   | 优秀导演       | 霍建起         | 获奖       |
| 第11届北京大学生电影节 | 最佳故事片     | ——             | 获奖       |
| 第10届中国电影金凤凰奖 | 表演艺术学会奖 | 郭晓冬         | 获奖       |